# 迪斯特罗夫
迪斯特罗夫（法語：Distroff，法語發音：[distʁɔf]；洛林法兰克语：Dischdrëf）是法国摩泽尔省的一个市镇，属于蒂永维尔区。

## 地理
迪斯特罗夫（49°19'55"N, 6°16'0"E）面积7.93 平方千米，位于法国大東部大區摩泽尔省，该省份为法国东北部内陆省份，是洛林的一部分，西南接默尔特-摩泽尔省，东临下莱茵省，北与卢森堡和德国接壤。
与迪斯特罗夫接壤的市镇（或旧市镇、城区）包括：埃尔藏日、安格朗日、金齐什、梅采维斯、瓦尔梅斯特罗夫、斯蒂康日。

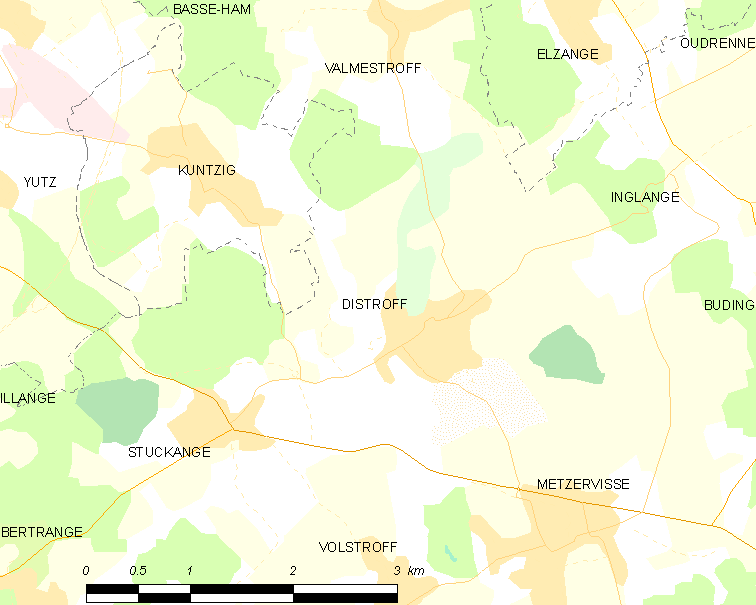
迪斯特罗夫的OSM定位图

迪斯特罗夫的时区为UTC+01:00、UTC+02:00（夏令时）。

## 行政
迪斯特罗夫的邮政编码为57925，INSEE市镇编码为57179。

## 政治
迪斯特罗夫所属的省级选区为梅采维斯县。

## 人口

1962-2008年间迪斯特罗夫人口变化图示

迪斯特罗夫于2022年1月1日时的人口数量为1853人。